# Maria Antonieta de Meclemburgo-Schwerin
Maria Antonieta de Meclemburgo-Schwerin (Maria Antonieta Margarida Matilde; Veneza, 28 de maio de 1884 – Bled, 26 de outubro de 1944), conhecida como Manette, foi a segunda filha do duque Paulo Frederico de Meclemburgo-Schwerin e de sua esposa, a princesa austríaca Maria de Windisch-Grätz.

## Vida

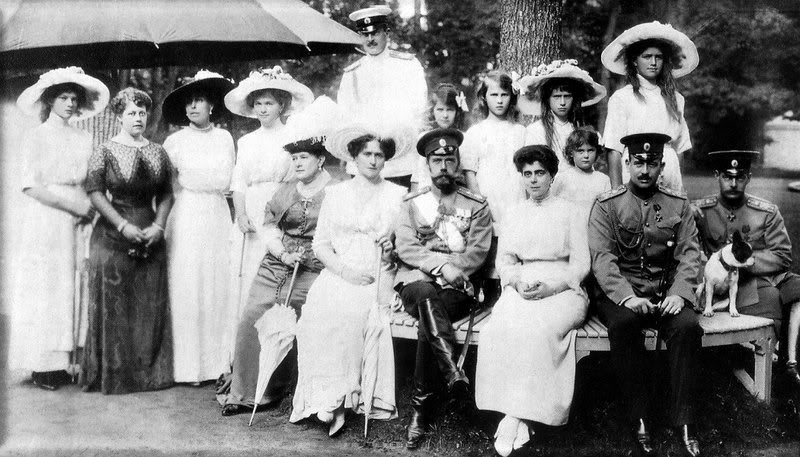
Maria Antonieta (2.ª esq.) com a família imperial russa.

Seus irmãos e irmãs foram o duque Paulo Frederico de Meclemburgo (1882–1904), a duquesa Maria Luísa de Meclemburgo (1883–1883), o duque Henrique Borwin de Meclemburgo (1885–1942) e o duque José de Meclemburgo (1889–1889). Maria Antonieta tinha um relacionamento difícil com seu primo Frederico Francisco IV, Grão-Duque de Meclemburgo-Schwerin, que regularmente tinha que amortizar suas dívidas. Assim, Maria Antonieta tinha que vender regularmente artefatos arqueológicos pertencentes à mãe, escavados na Áustria e Carniola, incluindo os do Sítio Arqueológico de Hallstatt em Vače. Alguns desses objetos ainda estão hoje em Harvard, Oxford e Berlim. Maria Antonieta passou a viver permanentemente com sua dama de companhia Antonia Pilars de Pilar em Bled. Durante a Primeira Guerra Mundial, de 1914 a 1918, ambas serviram em vários hospitais militares como damas enfermeiras da Cruz Vermelha.
Ela foi a candidata do imperador Guilherme II da Alemanha para se casar com o rei Afonso XIII da Espanha, entretanto ele se casou com a prima do imperador, a princesa Vitória Eugênia, sobrinha do rei Eduardo VII do Reino Unido.

## Títulos, estilos, honras e armas

### Títulos e estilos
- 28 de maio de 1884 – 26 de outubro de 1944: Sua Alteza Duquesa Maria Antonieta de Meclemburgo-Schwerin